# Kuhn (cráter)
Kuhn es un cráter de impacto ubicado en la cara oculta de la Luna, cercano al Polo Sur lunar. Se encuentra al este del cráter Kocher, al sureste del prominente Ashbrook y justo al norte del Polo Sur de la Luna. Otros vecinos cercanos del cráter son  Ibn Bajja en el sureste; De Gerlache en el sur-sureste y Sverdrup en el sur.
|  |

Tiene forma circular, con una pequeña protuberancia en la parte sureste. El borde presenta un perfil bien definido, aunque su parte oriental está interrumpida por un pequeño cráter. La altura del brocal sobre el terreno circundante alcanza los 730 m. El fondo del cráter, debido a su proximidad al Polo Sur lunar, casi siempre permanece a la sombra.
El nombre del cráter fue adoptado en memoria del químico alemán Richard Kuhn por decisión de la UAI en 2008.